# Rafael Martínez Sáinz
Rafael Martínez Sáinz (* 29. September 1935 in Arandas, Jalisco; † 6. November 2016) war ein mexikanischer römisch-katholischer Geistlicher und Weihbischof in Guadalajara.

## Leben
Rafael Martínez Sáinz empfing am 8. April 1962 die Priesterweihe für das Erzbistum Guadalajara.
Papst Johannes Paul II. ernannte ihn am 19. Juni 2002 zum Titularbischof von Dura und zum Weihbischof in Guadalajara. Die Bischofsweihe spendete ihm der Erzbischof von Guadalajara, Juan Kardinal Sandoval Íñiguez, am 16. Juli desselben Jahres; Mitkonsekratoren waren Giuseppe Bertello, Apostolischer Nuntius in Mexiko, und Javier Navarro Rodríguez, Bischof von San Juan de los Lagos.
Papst Benedikt XVI. nahm am 19. Juli 2012 seinen altersbedingten Rücktritt an.